# Consolidated Fleetster

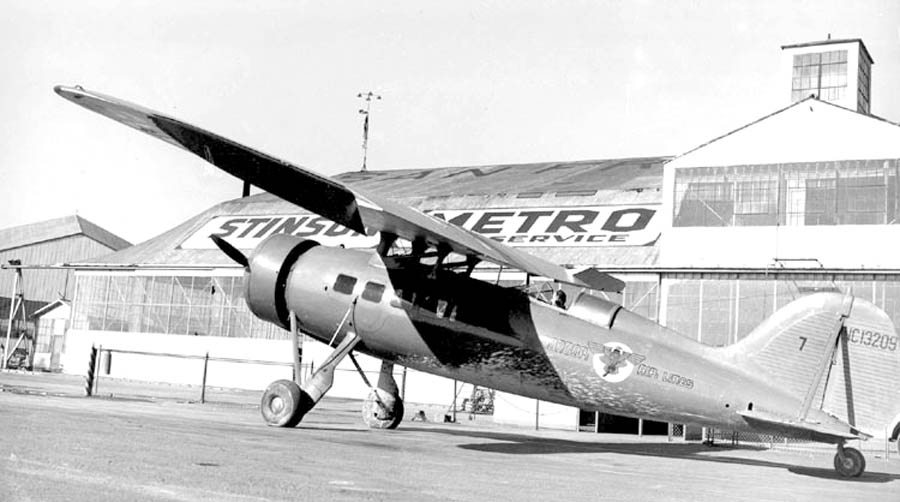
Model 20-A der Condor Air Lines (Aufnahme nach November 1936)

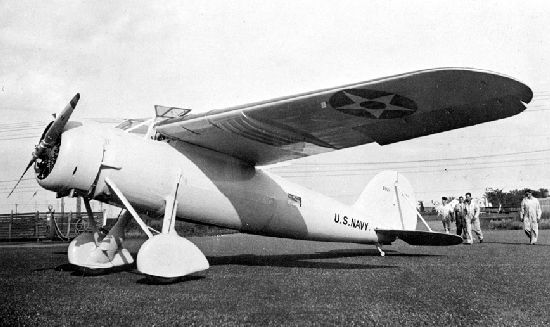
XBY-1

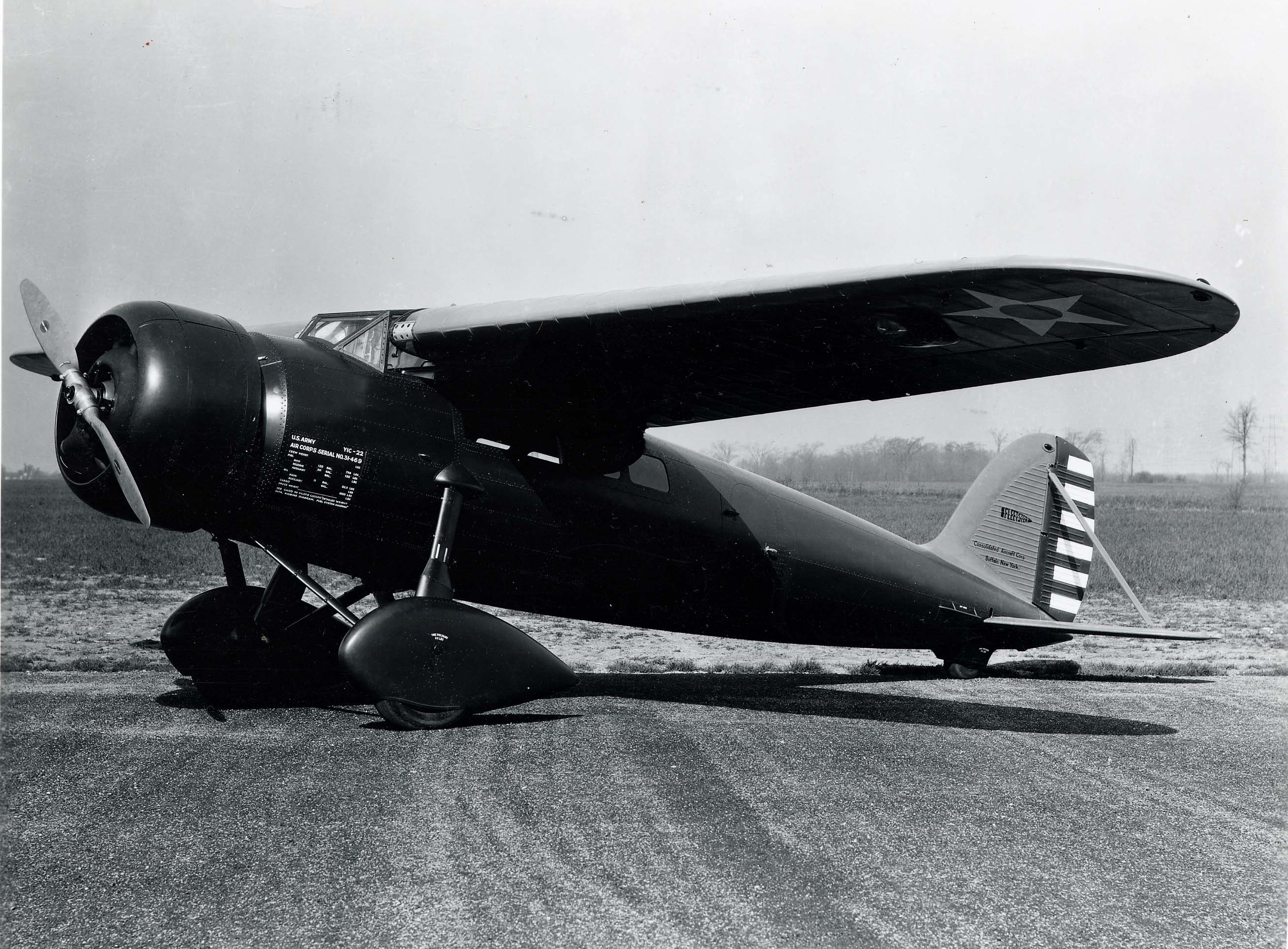
Y1C22

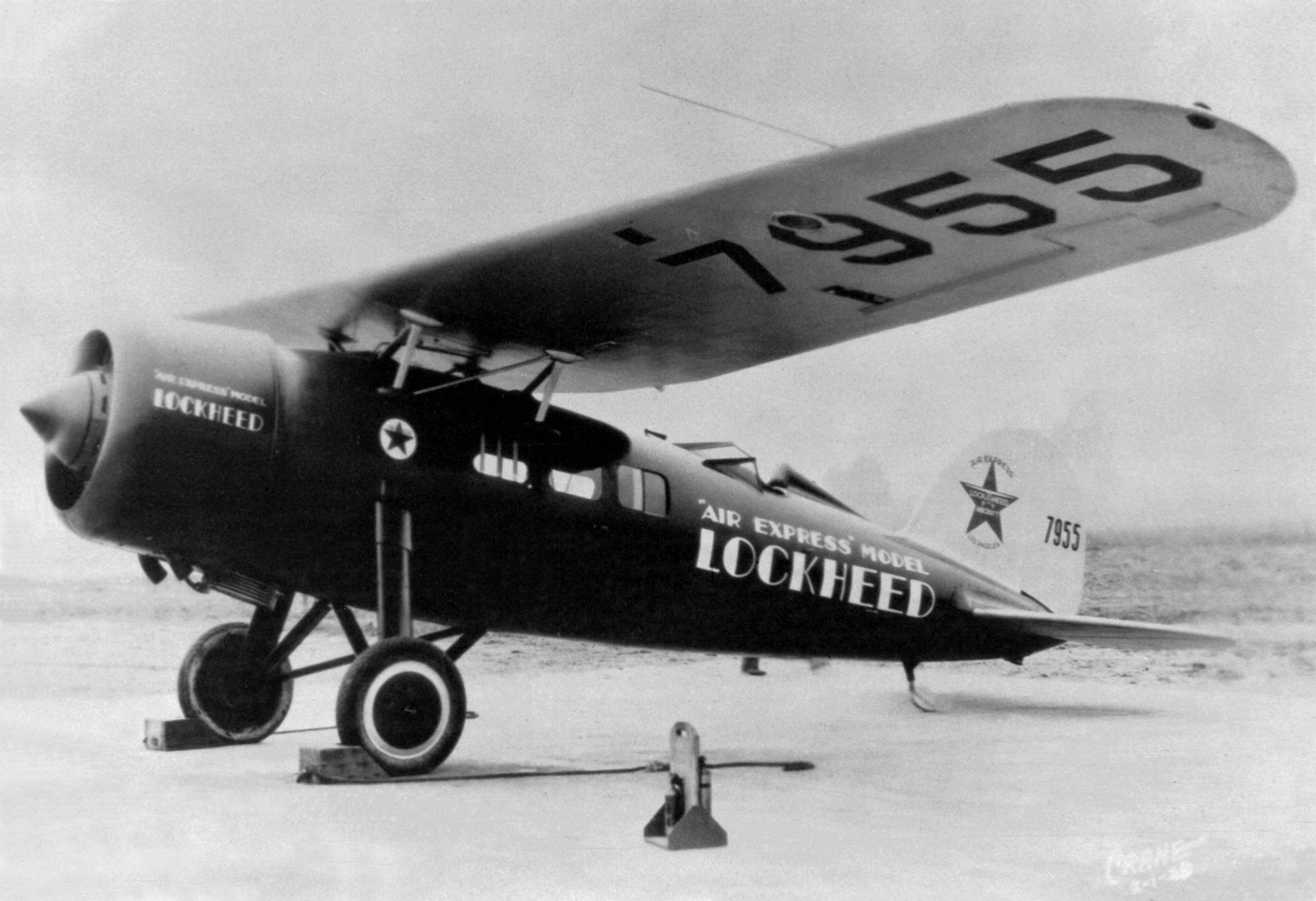
Lockheed Vega

Die Consolidated Fleetster war ein einmotoriges Verkehrsflugzeug des US-amerikanischen Herstellers Consolidated Aircraft Corp. vom Anfang der 1930er Jahre.

## Geschichte
Im März 1929 kündigte Reuben Fleet, als Eigentümer von Consolidated, den Bau eines sechs- bis siebensitzigen Flugzeugs für den Passagier- und Posttransport an. Die New York, Rio & Buenos Aires Line (NYRBA), in der Fleet Teilhaber war, bestellte als erste Fluggesellschaft drei Exemplare für jeweils 26.500 US-Dollar. Die äußere Formgebung sowie die Schulterdeckerauslegung und Halbschalenbauweise der Fleetster orientierte sich deutlich an der Lockheed Vega. Anders als diese hatte die Fleetster jedoch einen Ganzmetallrumpf, bei dessen Konstruktion die mit der Consolidated Admiral gewonnenen Erfahrungen einflossen.
Die erste Fleetster hatte ihren Erstflug am 27. Oktober 1929. Nach der ersten Erprobung mit einem Radfahrwerk, wurde dieses durch Edo-Schwimmer ersetzt und das Flugzeug für weitere Testflüge nach Miami zur NYRBA überführt. Beide Versionen erhielten am 23. Januar 1930 ihre Musterzulassung (Approved Type Certificate, ATC # 291).
Bereits am 7. Mai 1930 wurde der Model 20-2 die ATC #320 zugeteilt, obwohl der Erstflug nicht vor dem 3. Juni stattfand. Die Model 20-2 war eine Hochdeckerversion, bei der das offene Cockpit nach hinten versetzt wurde und der vordere Rumpf so modifiziert wurde, dass 475 lb an Post oder Fracht transportiert werden konnte. Es konnten aber auch stattdessen fünf Passagiere aufgenommen werden. Die ähnliche Model 20-1 hatte nur ein Fenster auf jeder Seite und konnte bis zu 800 lb transportieren.
NYRBA beschaffte drei Model 20 und setzte sie für den Postdienst entlang der Küste ein. In nördlicher Richtung startete die Fleetster einen Tag nach dem einmal wöchentlich stattfindenden Flug der Consolidated Commodore in Buenos Aires (Argentinien). Mit einem Nachtflug holte die Fleetster die Commodore in Florianópolis (Brasilien) wieder ein. Auf dem Weg nach Miami konnte so ein Tag in der Brieflaufzeit eingespart werden. Nach der Übernahme von NYRBA durch Pan Am setzte sie fünf Fleetsters weiterhin ein, jedoch verloren die Tragflächen in dem feuchten Klima ihre Festigkeit so weit, dass Pan Am 1932 alle Flugzeuge stilllegte und in den USA lagerte. Fleet bot an, die Maschinen mit Metalltragflächen neu aufzubauen, was Pan Am aber ablehnte und danach vier Exemplare verschrottete.

## Konstruktion
Die Fleetster ist ein freitragender Schulterdecker mit sperrholzbeplankten Tragflächen, deren Struktur aus Fichtenholz besteht. Der Rumpf war in einer Ganzmetall-Halbschalenbauweise ausgeführt. Das abgestrebte Höhenleitwerk war ebenfalls eine Metallkonstruktion. Die Hauptkabine umfasste zwei Sitzbänke für jeweils drei Personen. Das Gepäckabteil hinter der Passagierkabine hatte ein Volumen von 0,7 m³. Für den reinen Frachttransport konnten die Sitze leicht entfernt werden. In dem geschlossenen Cockpit befand sich ebenfalls ein Passagiersitz, der aber bei Einbau einer Funkausrüstung wegfiel.
Die Treibstoffkapazität betrug 340 Liter, die in zwei Tragflächentanks mitgeführt wurden.
Mit einem 575 PS leistenden Sternmotor Pratt & Whitney R-1860-1 Hornet B und einer NACA-Haube erreichte die Fleetster eine Reisegeschwindigkeit von 245 km/h.

## Varianten

### Zivil
Model 17 (ATC #291 vom 23. Januar 1930)
4 Exemplare gebaut, davon zwei als fünf- bis sechssitziges Model 17-2H mit Sonderausstattung
Model 20-2 (ATC #320 vom 7. Mai 1930)
4 Exemplare gebaut
Model 17-2C (ATC #369 vom 29. September 1930)
1 Exemplar gebaut
Model 17-A, später Model 17-AF (ATC #486 vom 1. Juni 1932)
3 Exemplare gebaut, hatte eine 74 cm Rumpfverlängerung und eine Spannweitenvergrößerung um 1,50 m. Mit einer zusätzlichen Sitzbank konnten insgesamt neun Passagiere transportiert werden
Model 20-A (ATC #494 vom 15. September 1932)
7 Exemplare gebaut

### Militärisch
XBY-1Model 18
eine Maschine, ähnlich der Model 17-AF als  (trägergestütztes Sturz- und Luftnahunterstützungsflugzeug)
C-11Model 17, ein Exemplar beschafft als Y1C-11 (USAAC-Seriennummer 31-380) zur Nutzung durch den Assistant Secretary of War. Vorher NC700V (Werknummer 3). Später als C-11A umgebaut auf den Model 17-2-Standard mit einer sechssitzigen Kabine.
C-22drei Exemplare beschafft als Y1C-22 (31-469 bis 471)
BYzweisitziger Sturzbomber, ein Exemplar gebaut als XBY-1 (Bureau Number 9221)

## Technische Daten
| Kenngröße             | Model 17                                                                            | Model 20-A                                                                           |
| --------------------- | ----------------------------------------------------------------------------------- | ------------------------------------------------------------------------------------ |
| Besatzung             | 1                                                                                   | 1                                                                                    |
| Passagiere            | max. 7                                                                              | max. 8                                                                               |
| Länge                 | 9,47 m                                                                              | 10,08 m                                                                              |
| Spannweite            | 13,72 m                                                                             | 15,24 m                                                                              |
| Höhe                  | 3,05 m                                                                              | 3,88 m                                                                               |
| Flügelfläche          | 29,1 m²                                                                             | 33,6 m²                                                                              |
| Flügelstreckung       | 6,5                                                                                 | 6,9                                                                                  |
| Leermasse             | 1510 kg Wasserflugzeug: 1735 kg                                                     | 1748 kg                                                                              |
| max. Startmasse       | 2406 kg später 2542 kg Wasserflugzeug: 2530 kg                                      | 3087 kg                                                                              |
| Reisegeschwindigkeit  | 245 km/h                                                                            | 256 km/h                                                                             |
| Höchstgeschwindigkeit | 288 km/h                                                                            | 280 km/h                                                                             |
| Dienstgipfelhöhe      | 5490 m                                                                              | 5490 m                                                                               |
| Reichweite            | 1080 km                                                                             | 1280 km                                                                              |
| Triebwerke            | 1 × Neunzylinder-Sternmotor Pratt & Whitney R-1860 Hornet B mit 575 PS (ca. 420 kW) | 1 × Neunzylinder-Sternmotor Pratt & Whitney R-1860 Hornet B1 mit 575 PS (ca. 420 kW) |